# Бікезін Георгій Васильович
Георгій Васильович Бікезін (нар. 1 грудня 1909, Сніжне, Таганрізький округ (Область війська Донського), Російська імперія — пом. 8 жовтня 1985, Донецьк, УРСР) — радянський український футболіст, захисник. Згодом — футбольний тренер і суддя. Майстер спорту СРСР, заслужений тренер Української РСР.

## Життєпис
Розпочинав грати в футбол у рідному місті Сніжне. Грав за краснодарські команди «Залдор» й «Динамо». З 1935 року по 1936 рік був гравцем ДГТФ з Ростова-на-Дону.
У 1937 році перейшов у сталінський «Стахановець». Після програшного матчу 25 червня 1939 року з одеським «Динамо» (1:5) став капітаном команди замість Григорія Балаби. Підсумком першого року виступи за «Стахановець» стало друге місце клубу (разом з київським «Локомотивом») в третьому за силою дивізіоні радянського футболу. В подальшому команда виступала у вищому дивізіоні. За підсумками чемпіонату 1938 року увійшов до списку 33 найкращих футболістів сезону в СРСР. 30 червня 1939 року стало автором першого гола «Стахановця» (пізніше «Шахтаря») в протистоянні з київським «Динамо», зустріч завершилася з рахунком 1:1. 28 липня 1939 року відбулися вибори капітана команди, і Бікезін через два нереалізованих пенальті в двох матчах поспіль передав пов'язку Миколі Кононенко. За результатами сезону 1940 року йому було присвоєно звання майстра спорту. Бікезін є автором чотирнадцяти забитих м'ячів з пенальті. У зв'язку з початком Німецько-радянської війни команда припинила виступи у вищому дивізіоні.
Під час війни грав у Сталіно в команді «Авангард» як капітан. Місто було звільнено 8 вересня 1943 року, а через два дні ЦК профспілок робітників вуглепрому призначив Бікезіна директором стадіону. Перед ним було поставлено завдання відродити команду. Через два місяці після звільнення міста зусиллями Бікезіна, відбувся перший футбольний матч.
Знову був обраний капітаном відродженої команди. Став єдиним гравцем в історії України, який був капітаном футбольної команди до початку війни, під час німецької окупації і в повоєнний час. У відродженій команді з довоєнного складу залишилися лише Микола Кузнецов, Петро Юрченко й сам Бікезін. З 1946 року клуб виступав під назвою «Шахтар». Разом з «гірниками» ставав бронзовим і срібним призером другого за силою дивізіону СРСР й допоміг клубу повернутися у вищий дивізіон. Завершив кар'єру гравця в 1949 році у віці сорока років, ставши найстаршим гравцем в історії клубу.
У 2010 році сайт Football.ua включив Георгія до списку 50 найкращих гравців «Шахтаря», де він зайняв п'ятнадцяте місце.
З 1956 року по 1957 рік входив до тренерського штабу «Шахтаря». Працював адміністратором клубу. У 1959 році був головним арбітром матчу першої ліги СРСР між житомирським «Авангардом» та тульським «Трудом».
У 1951 році став засновником дитячої команди «Шахтаря», де працював тренером протягом 25 років. Серед його вихованців Юрій Ананченко, Микола Головко, Володимир Сальков, В'ячеслав Чанов, Віктор Носов, Юрій Дудинський, Володимир П'яних, Олександр Єгурнов, Віктор Удалов, Віктор Зубков і Валентин Седнєв. У 1965 році йому було присвоєно звання заслуженого тренера Української РСР. На згадку про Бікезін розігрувався турнір його імені.